# Santo Stefano (La-Maddalena-Archipel)
Santo Stefano ist eine italienische Insel, die zum La-Maddalena-Archipel gehört. Sie liegt im Norden der Insel Sardinien am Eingang zur Straße von Bonifacio. Die Insel Santo Stefano ist Teil des Nationalparks La-Maddalena-Archipel. Es gibt eine Fährverbindung zur sardischen Hafenstadt Palau sowie nach La Maddalena. Administrativ rechnet die Insel zur Gemeinde La Maddalena in der Autonomen Region Sardinien.

## Beschreibung

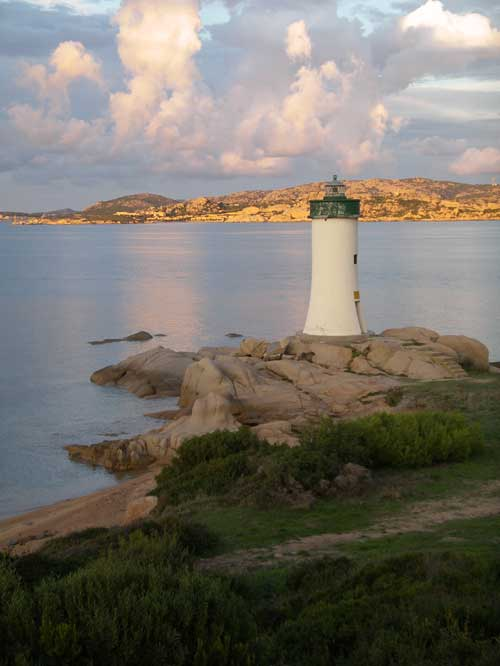
Leuchtturm der Hafenstadt Palau und dahinter die Insel Santo Stefano

Die Insel ist derzeit nicht ständig bewohnt. Von 1973 bis 2008 war im östlichen Teil der Insel ein NATO-Marinestützpunkt sowie eine Basis für US-amerikanische Atom-U-Boote. Im Westen der Insel befindet sich eine in Bungalowstil erbaute Ferienanlage mit rund 300 Zimmern sowie eigener Strandbucht und Restaurants. In dieser Bucht liegt die kleine Insel Roma, auf der ein Denkmal des Bildhauers Carlo Fontana zum Gedenken an gefallene italienische Matrosen steht. 
Im Süden der Insel bei der Cala di Villamarina stehen Ruinen von zwei Befestigungsanlagen. Der Torre Quadra wurde 1773 erbaut, er wird auch Torre Napoleonica genannt, da er unter der Leitung von Domenico Millelire zum Abwehr eines Angriffs von Napoleon Bonaparte diente. Das Fort besteht im Wesentlichen aus einem Turm mit quadratischem Grundriss, umgeben von einem tiefen Graben. Die zweite Ruine ist das 1809 erbaute Fort San Giorgio, es diente zum Schutz der Westseite der Insel. 
Im Südosten der Insel befindet sich ein aufgelassener Granitsteinbruch. Besonderheit ist eine unfertige große Büste, die den italienischen Faschisten Costanzo Ciano, Vater von Benito Mussolinis Schwiegersohn Galeazzo Ciano, darstellt. Die Arbeit wurde von Mussolini in Auftrag gegeben, sie sollte die Grabstätte von Cianos Familie in Livorno schmücken.